# Stefan Botew
Stefan Botew Christow (bulgarisch Стефан Ботев; * 14. Februar 1968 in Charmanli, Bulgarien) ist ein ehemaliger bulgarisch-australischer Gewichtheber.

## Sportliche Karriere
Botew belegte bei der Europameisterschaft 1987 in Reims in der Klasse bis 110 kg mit 420 kg den zweiten Platz hinter Juri Sacharewitsch aus der Sowjetunion.
Zur EM ein Jahr später platzierte er sich mit nun 437,5 kg erneut hinter Sacharewitsch mit 450 kg auf dem zweiten Platz. Ebenfalls 1988 stellte er in Warna als Junior einen Weltrekord im Stoßen mit 250 kg in der Klasse bis 110 kg auf.
1989 konnte er dann die Europameisterschaft, sowie die Weltmeisterschaft in Athen mit 427,5 kg für sich entscheiden, nachdem die Favoriten Sacharewitsch und Weller beide im Stoßen keinen gültigen Versuch einbringen konnten.
1990 bei der EM in Aalborg konnte Botew dann erstmals seinen Konkurrenten Sacharewitsch auf den zweiten Platz verweisen und gewann mit 445,0 kg und somit einem Abstand von 2,5 kg. Vor allem sein starkes Stoßen half Botew immer wieder zu Spitzenplatzierungen. Zur WM im selben Jahr bestätigte Botew seine Favoritenrolle und gewann aufgrund der schwachen Konkurrenz mit 440 kg, 50 kg vor dem Zweitplatzierten. Er scheiterte im letzten Stoßversuch an der Weltrekordlast von 252,5 kg.
Nachdem er 1991 keine größeren Wettkämpfe bestritten hatte, konnte Botew bei den Olympischen Spielen 1992 nur 417,5 kg im Zweikampf einbringen und gewann somit Bronze, hinter Weller und Akojew.
Mit derselben Last belegte Botew in der neuen Klasse bis 108 kg bei der Weltmeisterschaft 1993 in Melbourne unter neuer Flagge den zweiten Platz hinter Tymur Tajmasow. Botew war 1990 bereits nach Australien emigriert und startete ab 1993 auch für seine Wahlheimat. Zur WM 1994 in Istanbul trat Botew erstmals im Superschwergewicht (damals über 108 kg) an.
Mit ca. 120 kg Körpergewicht zählte Botew zu den leichteren Superschwergewichtlern und belegte mit 435 kg den dritten Platz hinter Aljaksandr Kurlowitsch und Andrei Tschemerkin. Auch 1995 in Guangzhou musste sich Botew mit dem dritten Platz hinter Weller und Tschemerkin zufriedengeben.
Den Abschluss seiner Karriere bildeten die Olympischen Spiele 1996 in Atlanta, zu denen er seine Zweikampfleistung auf 450 kg steigern konnte, was allerdings wieder nur für den dritten Platz hinter Tschemerkin und Weller reichte.

## Sonstiges
- Botew wurde von Iwan Abadschiew trainiert.
- Botew ist seit 2007 Mitglied der Hall of Fame der International Weightlifting Federation.[2]
- Nach seiner sportlichen Laufbahn vermarktet Botew Gewichtheberschuhe und andere Trainingsausrüstung.[3][4]

## Persönliche Bestleistungen
- Reißen: 200,0 kg 1990 in Budapest in der Klasse bis 110 kg.
- Stoßen: 250,0 kg 1988 in Varna in der Klasse bis 110 kg.
- Zweikampf: 445,0 kg (195,0 + 250,0 kg) 1990 in Aalborg in der Klasse bis 110 kg.
- Zweikampf: 450,0 kg (200,0 + 250,0 kg) 1996 in Barcelona in der Klasse über 108 kg.